# Повеља о правима
Закон о правима (енгл. Bill of Rights) је уставни закон којим се најчешће штите права појединца у односу на државу. Може бити различито именован, зависно од државе до државе и правне традиције, али су најпознатији британски и амерички Закон о правима.

## Британски Закон о правима
Закон о правима је британски државни закон из 1689, и дио је неписаног Устава Велике Британије. Чине га: Декларација о правима, којом је круна понуђена династији Орање; ограничења краљевске власти; Декларација о слободама поданика и парламента према краљу; допуштења краљу објаве рата, проглашења мира и распуштања парламента.

## Амерички Закон о правима
Закон о правима је и назив за првих десет амандмана донесених 1791. године на Устав САД. Овим амандманима се штите права појединца у односу на државу.